# Christophe Van Garsse
Christophe Van Garsse (Tongeren, 21 juni 1974) is een voormalig Belgisch tennisser. 
Hij is een linkshandige speler en is in 1992 toegetreden tot het profcircuit. Van Garsse heeft viermaal deelgenomen aan een grandslamtoernooi, waaronder tweemaal Wimbledon. In 1997 wist Van Garsse als qualifier door te stoten tot de derde ronde van Wimbledon maar werd uitgeschakeld door de Australiër Patrick Rafter. In 1998 behaalde Van Garsse als qualifier de derde ronde van Roland Garros waar hij verloor van de Oostenrijker Thomas  Muster.
Zijn beste resultaat behaalde Van Garsse in 1994. Op het ATP-toernooi van San Marino behaalde hij de halve finale door onder andere de Zweed Magnus Larsson en de Italiaan Renzo Furlan uit te schakelen. Op het ATP-toernooi van Bournemouth in 1997 behaalde Van Garsse de kwartfinales.
Van Garsse heeft België ook vertegenwoordigd in de Davis Cup. Hij speelde voor België tien enkelwedstrijden en één dubbelwedstrijd. Van Garsse won tweemaal de beslissende vijfde set in de Davis Cupontmoeting tegen Frankrijk in 1997 en tegen Nederland in 1998. Van Garsse maakte eveneens deel uit van het Belgische team dat wist door te stoten tot de halve finale van de  Davis Cup in 1999 door in de kwartfinale te winnen van Roger Federer.

## ATP Challenger Tour

### Enkelspel
| Nr.                  | Jaar | Toernooi                 | Ondergrond | Tegenstander in finale | Score    | Details |
| -------------------- | ---- | ------------------------ | ---------- | ---------------------- | -------- | ------- |
| Gewonnen Challengers |      |                          |            |                        |          |         |
| 1.                   | 1994 | Nagoya                   | Hardcourt  | Leander Paes           | 6-4, 6-3 |         |
| 2.                   | 1997 | Pörtschach am Wörthersee | Gravel     | Jean-Baptiste Perlant  | 7–5, 6-1 |         |

## Prestatietabel
| Legenda | Legenda                          |
| ------- | -------------------------------- |
| g.t.    | geen toernooi gehouden           |
| l.c.    | lagere categorie                 |
| –       | niet deelgenomen                 |
| G       | uitgeschakeld in de groepsfase   |
| 1R      | uitgeschakeld in de eerste ronde |
| 2R      | uitgeschakeld in de tweede ronde |
| 3R      | uitgeschakeld in de derde ronde  |
| 4R      | uitgeschakeld in de vierde ronde |
| KF      | uitgeschakeld in de kwartfinale  |
| HF      | uitgeschakeld in de halve finale |
| F       | de finale verloren               |
| W       | het toernooi gewonnen            |
| w-v     | winst/verlies-balans             |

### Prestatietabel grand slam, enkelspel
| Toernooi        | 1997 | 1998 |
| --------------- | ---- | ---- |
| Australian Open | –    | 2R   |
| Roland Garros   | –    | 3R   |
| Wimbledon       | 3R   | 1R   |
| US Open         | –    | –    |